# André Lavergne (militaire)
Pour les articles homonymes, voir André Lavergne et Lavergne.
 (octobre 2014).
André Lavergne, né à Clermont-Ferrand le 3 avril 1913 et mort le 18 octobre 1992 à Cambo-les-Bains est un militaire français, général de corps d'armée et compagnon de la Libération par décret du 12 septembre 1945.

## Biographie
Fils d'un officier de carrière décédé en 1914, il est membre de la promotion Maréchal-Lyautey de l'École de Saint-Cyr où il entre en 1935. Affecté au 16e régiment de tirailleurs sénégalais avec le grade de sous-lieutenant, il rejoint l'Afrique-Équatoriale française et le régiment de tirailleurs sénégalais du Tchad en juillet 1938. Nommé lieutenant en octobre 1939, il se rallie à la France libre en 1940 dès que le Tchad prend fait et cause pour le général de Gaulle.
Membre de la colonne Leclerc en 1942, il participe ensuite avec le grade de capitaine à la campagne d'Afrique du général Leclerc avec le régiment de tirailleurs sénégalais du Tchad. Débarqué en Normandie avec la 2e DB, il est promu chef de bataillon en juin 1945 et sert en Indochine entre 1947-1949 et 1954-1956. Lavergne est promu colonel en 1957 et participe à la guerre d'Algérie (1958-1961).
Élevé au grade de général de brigade, il dirige les Forces françaises à Djibouti de 1962 à 1964, puis obtient le poste de directeur de la sécurité militaire. En 1967, il est fait général de division et dirige les Forces françaises de l'océan Indien.
Général de corps d'armée en 1969, il est membre du Conseil supérieur de guerre jusqu'en 1972. André Lavergne meurt le 18 octobre 1992 à Cambo-les-Bains (Pyrénées-Atlantiques) et est inhumé à Toulouse  (Haute-Garonne). 
- Grand officier de la Légion d'honneur
- Compagnon de la Libération par décret du 12 septembre 1945[2]
- Croix de guerre 1939–1945 (6 citations)
- Croix de guerre des Théâtres d'opérations extérieurs (3 citations)
- Croix de la Valeur militaire (3 citations)
- Médaille coloniale avec agrafes « Fezzan-Tripolitaine », « AEF », « E-O »
- Médaille commémorative des opérations de sécurité et de maintien de l'ordre
- Commandeur de l'Étoile noire
- Officier du Nichan Iftikhar